# Usługi informacji rzecznej
Usługi informacji rzecznej (ang. river information services, RIS) – oznaczają zharmonizowane usługi informacyjne wspierające zarządzanie ruchem i transportem w żegludze śródlądowej, w tym wszędzie tam, gdzie jest to technicznie wykonalne, współdziałanie z innymi rodzajami transportu.
RIS obejmuje usługi takie jak informacje o drogach wodnych, informacje o ruchu, zarządzanie ruchem, wspomaganie łagodzenia skutków katastrof, informacje dla zarządzania transportem, usługi statystyczne i celne oraz opłaty żeglugowe i portowe.